# 石巻市立河南東中学校
石巻市立河南東中学校（いしのまきしりつ かなんひがしちゅうがっこう）は、宮城県石巻市須江字糠塚にある公立中学校。生徒数は300人程度。宮城県内の中学校で2番目に広い面積を持つ。文部科学省が推進する「学力向上フロンティア」指定校（フロンティアスクール）となっている。

## 学区
石巻市立鹿又小学校、石巻市立須江小学校、石巻市立和渕小学校学区。

## 沿革
- 1989年（平成元年）4月1日 - 河南町立須江中学校、河南町立鹿又中学校、河南町立前谷地中学校が統合されて、河南町立河南東中学校が開校した[2]。
- 2005年（平成17年）4月1日 - 合併により石巻市立河南東中学校に改称。

## 最寄り駅
- 佳景山駅（JR石巻線）

## 部活動
女子バレーや男女バスケ、剣道、また卓球は県大会で男女共に団体戦ベスト16など、中総体で地区大会優勝、県大会出場等好成績をあげている部も多い。

## 行事
主な行事は以下の通りである。
- 花山合宿（1年生が宮城県栗原市へ）
- 仙台自主研修（2年生が宮城県仙台市へ）
- 修学旅行（3年生が東京都へ、2020年度は栃木県へ）
- 体育祭（9月）：毎年生徒の競技や組ごとの応援合戦等が行われる。
- 文化祭（10月）：吹奏楽部の演奏、石巻地区英語暗唱・弁論大会に出場した2・3年生による発表、毎年恒例の海外派遣報告、3年生による劇などが行われる。